# Hales Corners
Hales Corners es una villa ubicada en el condado de Milwaukee en el estado estadounidense de Wisconsin. En el Censo de 2010 tenía una población de 7.692 habitantes y una densidad poblacional de 923,48 personas por km².

## Geografía
Hales Corners se encuentra ubicada en las coordenadas 42°56′28″N 88°2′58″O / 42.94111, -88.04944. Según la Oficina del Censo de los Estados Unidos, Hales Corners tiene una superficie total de 8.33 km², de la cual 8.31 km² corresponden a tierra firme y (0.19%) 0.02 km² es agua.

## Demografía
Según el censo de 2010, había 7.692 personas residiendo en Hales Corners. La densidad de población era de 923,48 hab./km². De los 7.692 habitantes, Hales Corners estaba compuesto por el 94.7% blancos, el 0.98% eran afroamericanos, el 0.48% eran amerindios, el 1.74% eran asiáticos, el 0.01% eran isleños del Pacífico, el 0.86% eran de otras razas y el 1.24% pertenecían a dos o más razas. Del total de la población el 4.33% eran hispanos o latinos de cualquier raza.